# 解放桥 (桂林)

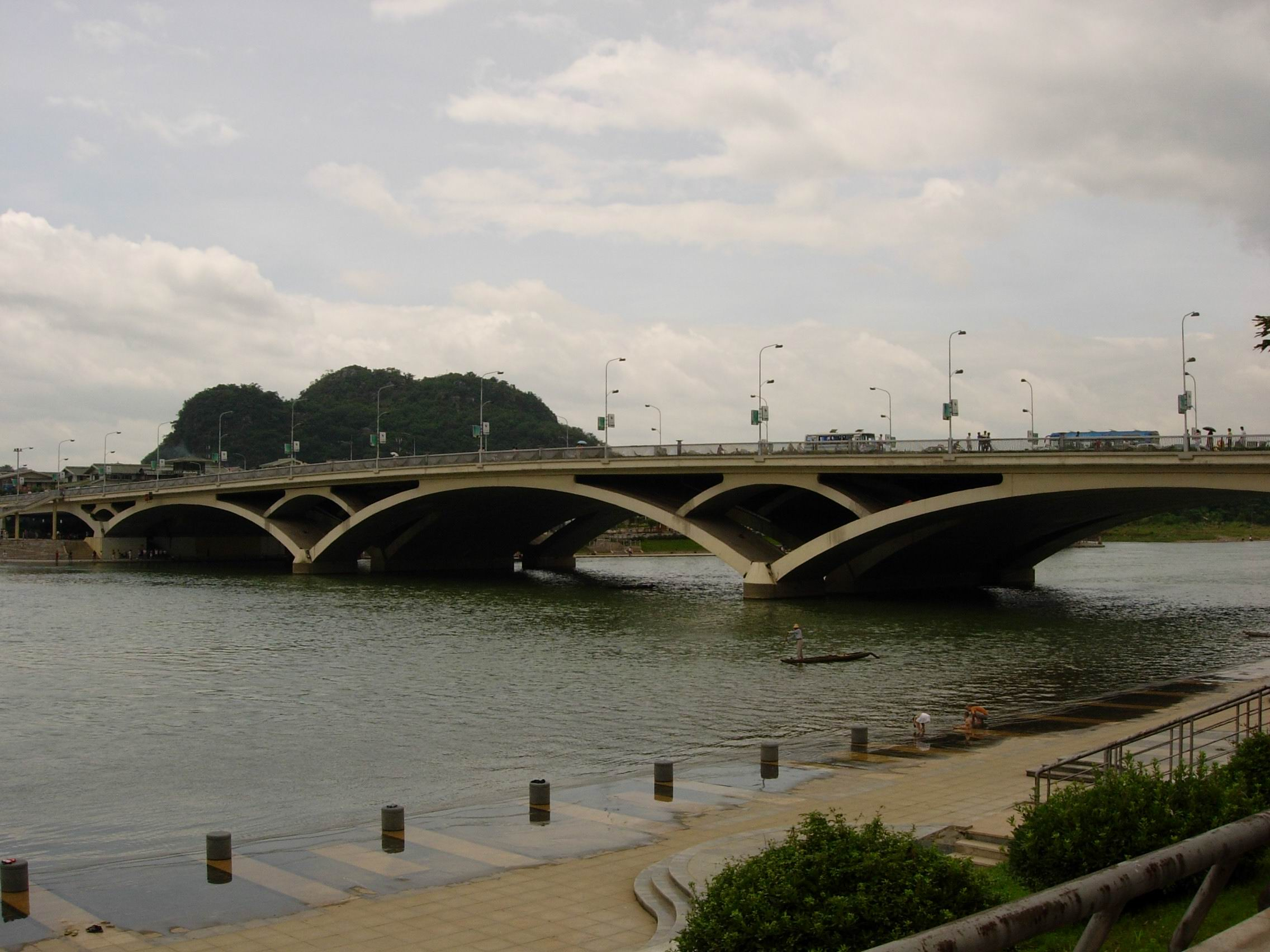
桂林2001年重建后的解放桥

解放桥是位于桂林市解放东路东端、自由路西端，横跨漓江的一座桥，始建于民国二十八年（1939年），由中正桥更名而来，经历了多次改建。解放桥现在是当地的一个旅游景点，桥大气美观，人文底蕴深厚，桥底刻有各种图案，晚上在灯光的点缀下，更加美丽。

## 历史
据广西壮族自治区图书馆的资料记载，从唐代开始，历代都在此段建浮桥。宋《静江府城图》记载：在现解放桥位置的附近修建有东江桥（拖板桥），不属于严格意义上的桥，是由船体连接而成，时常因水流湍急摇晃得很厉害。明称为永济桥,清改称浮桥。

### 1939年中正桥
解放桥始建于民国二十八年（1939年），结构是四墩钢架式，长达181米，宽至11米，有5孔，每孔跨36米，木桥面，荷载达10吨。当时以蒋中正之名命名中正桥。抗战时期。由于桂林是中国南方的军事重镇，因而多次遭到敌机的空袭。为了疏散市区里的市民，乃建此桥。
1944年10月，日军压境时炸毁2、3孔桥面。1945年7月，日军战败时炸断2、3号钢梁。
由于两岸靠船只往来，极为不便，经过商议于1946年2月修造"中正浮桥"。

### 1951年解放桥
1951年2月，由于桥存在诸多问题，当地政府决定在原址上建钢木合构桁架结构，并更名为解放桥。1957、1962年进行了两次例行维修。

### 1972年
由于交通需要和当时桥面存在的隐患，在1972年，市政府决定保留解放桥的下部结构并加固桥墩，然后再拆除上部结构以至扩宽桥面，改建为空腹式混凝土双曲拱桥双向四车道。
当地市志记载桥全长239.3米，其中主桥215.3米，引桥14米;高4.36米，5孔，每孔跨径34.9米;桥面宽15.5米，其中车道9.5米，人行道南北各3米;荷载汽-13级，拖-60级。扩建后极大地便利了两岸交通。

### 1999年
由于城市改造和整体的美观需要，1999年桂林市政府决定完全拆掉旧解放桥，在旧址上重建更大的更方便的解放桥。
2001年9月28日上午解放桥正式通车。新解放桥主桥长284米，宽45米，其中机动车道宽22米，为双向六车道，两侧设人行道。
共5跨，三中跨为拱，两边跨为圆弧曲梁，设推力墩。
解放桥同文昌桥、龙隐桥的重建以及民主路改造等被一并纳入解放桥的重建系统工程。建成后的解放桥交通负担比以往更大了，其东端就是七星公园，由于离公园太近，进而造成了这一十字路口的极大不便。

## 人文
早期，在桥下经常有竹排游弋，竹排上的渔夫用鸬鹚来为他们打鱼，在烟雨迷蒙的天气里，似仙境。在早期的小学语文课本（人教六年制小学语文第十一册《桂林山水》）有相关描述。
现在由于环境问题，解放桥这段的漓江水位经常过低，有时甚至出现干涸现象。到了旺水期，市民们都喜欢在桥下游泳嬉戏。
新建成的解放桥更加大气开阔、其结构简约可靠，深受市民和旅游者的称赞。在夜晚，桥上和两侧的灯光均会开启，市民们都喜欢散步到此，旅游者则在桥端两侧拍照留念。

## 公交车
2路、9路、10路、11路、14路、18路、21路、24路、25路、30路、97路公交车线路均经过解放桥。